# Marcin Szaforz
Marcin Szaforz (ur. 9 marca 1976 w Tarnowie) – polski aktor teatralny, filmowy i telewizyjny, grający głównie w filmach i serialach telewizyjnych o tematyce Górnego Śląska.
Od 2000 roku aktor Teatru Śląskiego w Katowicach. Przewodniczący Związku Zawodowego Aktorów Śląska oraz przedstawiciel zakładowych organizacji związkowych. Mieszka w Katowicach.

## Kariera

### Kariera teatralna
Marcin Szaforz urodził się w Tarnowie, jednak od wielu lat jest związany z Górnym Śląskiem. Po raz pierwszy w sztuce teatralnej zagrał jeszcze przed rozpoczęciem studiów aktorskich – w 1993 roku wystąpił na deskach Tarnowskiego Teatru im. Ludwika Solskiego w Tarnowie w spektaklu pt. Sen nocy letniej w reżyserii Jacka Andruckiego na podstawie powieści Williama Shakespeare’a, w którym wcielił się w postać chłopca. Po zdaniu matury w 1995 roku podjął studia aktorskie w Państwowej Wyższej Szkole Teatralnej (PWST) w Krakowie, które ukończył w 2000 roku.
W 2013 roku w spektaklu pt. Polterabend na podstawie powieści Stanisława Mutza, w którym wcielił się w postać Alojza i Paulika, był również asystentem reżysera Tadeusza Bradeckiego.
W 2016 roku otrzymał Nagrodę im. Leny Starke za rolę Koczkariowa w spektaklu pt. Ożenek w reżyserii Nikołaja Kolady na podstawie powieści Nikołaja Gogola oraz za rolę akwizytora w spektaklu pt. Sztuka mięsa w reżyserii Roberta Talarczyka na podstawie powieści Weroniki Murek.

### Kariera filmowa
W filmach i serialach telewizyjnych zaczął grać na początku XXI wieku. W 2001 roku wystąpił w etiudzie filmowej Flamenco. Debiut w telewizji zaliczył w 2006 roku w serialu pt. Kryminalni, w którymi wcielił się w rolę Szafarza, chłopaka Luizy Nawrockiej, w konsekwencji czego znalazł się w obsadzie filmu telewizyjnego pt. Kryminalni: Misja śląska. W latach 2006–2008 występował w cyklach dokumentalnych: Wielkie ucieczki i Katastrofy górnicze. Ma także na swoim koncie role epizodyczne w popularnych serialach. Znany jest głównie z roli policjanta Piechnika w serialu pt. Święta wojna oraz Adama Banka w filmie pt. Laura.
W 2016 roku wcielił się w rolę lekarza szpitala psychiatrycznego w filmie pt. Jestem mordercą.

## Filmografia

### Aktor
Filmy

- 2006: Kryminalni: Misja śląska – Szafarz, chłopak Luizy Nawrockiej
- 2010: Laura z cyklu pt. Prawdziwe historie – Adam Banek
- 2014: Matka – Policjant na komisariacie
- 2016: Jestem mordercą – Lekarz w szpitalu psychiatrycznym
- 2018: Gdzie najpierw była Polska?

Seriale

- 2006: Kryminalni – Szafarz, chłopak Luizy Nawrockiej (odc. 41)
- 2006: Wielkie ucieczki – Mechanik Gębarski (odc. pt. Lot 747)
- 2006: Fala zbrodni – Mężczyzna (odc. 70)
- 2007: Święta wojna – Policjant Piechnik
- 2007–2008: Katastrofy górnicze – Górnik (odc. pt. Ostatnia szychta), Górnik (odc. pt. W pułapce)
- 2012: Julia – Lekarz (odc. 41)

Etiudy filmowe

- 2001: Flamenco – Przechodzień
- 2001: Człowiek Magnes
- 2007: Marysia
- 2007: Dlaczego drzewa się poruszają...
- 2016: Dla Elizy – Mąż Karol
- 2020: Kattowitz – Konsjerż Rajmund

Teatr Telewizji

- 2003: Śmiech w ciemności – Boy hotelowy
- 2011: Iwona, księżniczka Burgunda – Cyprian
- 2012: Przygody Sindbada Żeglarza – Rybak, Afrykanin, Ludożerca
- 2012: Kontrakt – Moris
- 2012: Eu – Asedin, Clemens
- 2013: Polterabend – Alojz, Paulik
- 2013: Piąta strona świata – Heniek Basista, Karlik
- 2017: Wujek.81. Czarna ballada – Tata Grzegorza
- 2018: Człowiek, który zatrzymał Rosję – Karol Bołdeskuł

### Reżyseria
Teatr Telewizji
- 2013: Polterabend – Asystent reżysera

## Nagrody
- 2006: Nominacja do Nagrody Marszałka Województwa Śląskiego dla Młodych Talentów[3]
- 2016: Nagroda im. Leny Starke

## Ciekawostki
- Marcin Szaforz również wystąpił gościnnie w albumie zespołu Chłopców z Placu Broni – Polska[4].
- Marcin Szaforz współpracuje z Wydziałem Radia i Telewizji Uniwersytetu Śląskiego w Katowicach[3].